# Högfjällsblåslav
Högfjällsblåslav (Brodoa oroarctica) är en lavart som först beskrevs av Krog, och fick sitt nu gällande namn av Goward. Högfjällsblåslav ingår i släktet Brodoa och familjen Parmeliaceae.  Arten är reproducerande i Sverige. Inga underarter finns listade i Catalogue of Life.